# Khan Noonien Singh
Khan Noonien Singh is een personage uit het Star Trek-universum. Hij kwam aanvankelijk voor in de aflevering "Space Seed" van de originele Star Trek serie en de tweede Star Trekfilm Star Trek II: The Wrath of Khan. Khan werd in beide gespeeld door de acteur Ricardo Montalbán. In 2013 maakte hij opnieuw zijn opwachting in de film Star Trek: Into Darkness, nu gespeeld door Benedict Cumberbatch. Verder komt hij in een aantal romans gebaseerd op de Star Trek-series voor.

## Rol

### Space Seed en Star Trek II
Khan was een genetisch verbeterde supermens die tussen 1992 en 1996 heerste over een kwart van de planeet Aarde (Zuid-Azië en het Midden-Oosten). Na de Eugenetische oorlogen werd hij afgezet, waarna hij met een groep volgelingen vluchtte met het cryoslaapruimteschip SS Botany Bay. In 2267 ontdekte de USS Enterprise NCC-1701 onder leiding van kapitein James T. Kirk het schip en werd Khan uit z'n cryoslaap gehaald. Khan probeerde de macht over de Enterprise over te nemen. Dit kon worden verhinderd en Khan kreeg van kapitein Kirk de keuze: ofwel gevangengezet worden in een Federale gevangenis, ofwel verbannen worden naar de onbewoonde planeet Ceti Alpha V. Khan koos voor verbanning.
Zes maanden nadat Khan en zijn volgelingen waren achtergelaten op Ceti Alpha V, ontplofte de buurplaneet Ceti Alpha VI, waardoor het klimaat van Ceti Alpha V drastisch verslechterde. 15 jaar later werd de planeet bezocht door kapitein Clark Terrell en zijn eerste officier Pavel Chekov, die door Khan gevangen werden genomen en met de parasitaire Ceti-Alen onder mentale controle van Khan kwamen. Daardoor kon Khan het schip van kapitein Terrell bemachtigen, de USS Reliant NCC-1864. Hiermee lokte hij zijn aartsvijand kapitein Kirk naar Ceti Alpha, waar hij met de Reliant de Enterprise aanviel. Hoewel zwaar beschadigd, kon Kirk Khan lang genoeg afleiden om de commandocodes van de Reliant in te voeren, zodat de afweerschilden van het schip konden worden gedeactiveerd. Hierop vuurde de Enterprise met de laatste energiereserves op de Reliant, waarop Khan ervandoor ging.
De Enterprise vloog verder naar ruimte-onderzoeksstation Regula 1, waar Chekov en Terrell door Khan waren opgesloten. Ook werden dokters Carol en David Marcus en hun uitvinding, het Genesis apparaat, gevonden op de Regula planetoïde. Khan kon Genesis opstralen, maar zijn plan om Kirk te doden mislukte. De wetenschappers en de Enterprise bemanningsleden werden naar hun schip gestraald, waarna ze richting Mutara Nevel vluchtten. In deze nevel vond een tweede confrontatie tussen de Reliant en de Enterprise plaats, die door de laatste gewonnen werd. Als laatste poging om Kirk te doden, activeerde Khan het Genesis apparaat, dat dode materie in een planeet vol leven kon veranderen. Mr. Spock kon de door de Reliant beschadigde Warp-aandrijving repareren en de Enterprise kon nog net ontsnappen, net voordat het Genesis apparaat aan boord van de Reliant ontplofte, waarbij Khan omkwam. Spock stierf kort daarna aan een overdosis straling.

### Star Trek: Into Darkness
In de film Star Trek: Into Darkness, welke zich afspeelt in een andere continuïteit dan de tv-series en de tweede film, wordt Khan gevonden en gewekt door admiraal Alexander Marcus in plaats van Kirk. Marcus gijzelt Khans volgelingen om Khan te dwingen oorlogsschepen en wapens te maken voor Starfleet, daar er mogelijk een nieuwe oorlog met de Klingons op komst is. Khan doet dit onder het pseudoniem John Harrison. 
Khan rebelleert echter tegen Marcus wanneer hij denkt dat Marcus zijn volgelingen toch gedood heeft. Hij valt het Starfleet-hoofdkwartier in San Francisco aan, waarbij onder andere Christopher Pike om het leven komt. Vervolgens vertrekt hij naar de Klingonplaneet Kronos. Marcus stuurt Kirk en de Enterprise achter hem aan met opdracht Khan te elimineren, maar in plaats daarvan probeert Kirk hem juist levend te vangen. Khan geeft zich over wanneer hij beseft dat de Enterprise door Marcus is uitgerust met torpedo's waar zijn volgelingen, nog altijd ingevroren, in opgesloten zijn. Eenmaal gevangen maakt hij zijn ware identiteit bekend, alsmede Marcus' plannen. 
Kort hierop arriveert Marcus met de USS Vengeance. Kirk spant samen met Khan om Marcus te stoppen. Samen kapen ze de Vengeance, waarbij Marcus omkomt, maar vervolgens verraadt Khan Kirk door hem te gijzelen. Hij eist dat zijn volgelingen aan boord van de Vengeance gestraald zullen worden. Spock stemt toe en Kirk wordt geruild tegen de torpedo's met Khans volgelingen erin. Na de ruil wil Khan de Enterprise opblazen, maar het blijkt dat Spock voor de ruil de bevroren volgelingen van Khan al uit de torpedo's gehaald had en de wapens op scherp had gezet. De torpedo's ontploffen en beschadigen de Vengeance. Ook de Enterprise loopt schade op en dreigt neer te storten. Kirk offert zichzelf op, net zoals Spock dat deed in de tweede film, om de schade te repareren en zo het schip te redden.

## Verwijzingen
In aflevering 16 van seizoen 5 van de serie Star Trek: Deep Space Nine, "Doctor Bashir, I Presume?" wordt kort gerefereerd aan het karakter Khan Singh en de Eugenics wars.

## Romans
Auteur Greg Cox schreef drie Star Trek-romans waarin Khan meespeelt: het tweeluik The Eugenics Wars: The Rise and Fall of Khan Noonien Singh, en To Reign in Hell: The Exile of Khan Noonien Singh. Deze werden gepubliceerd door Pocket Books. 